# The Eye of Envy
The Eye of Envy è un film muto del 1917 diretto da Harrish Ingraham.

## Produzione
Il film fu prodotto dalla David Horsley Productions.

## Distribuzione
Distribuito dall'Art Dramas, il film uscì nelle sale cinematografiche USA il 10 agosto 1917.